# Den flygande döden
Den flygande döden (orig. Death in the Clouds) är en pusseldeckare av den brittiska författarinnan Agatha Christie; den utkom i original 1935 och i svensk översättning (av Einar Thermænius) 1937. Huvudpersonerna är den belgiske detektiven Hercule Poirot och kommissarie Japp. Det är ett mordmysterium enligt "det låsta rummet": offret är en passagerare på en flygning över Engelska kanalen och gärningsmannen kan bara vara en av elva medpassagerare och besättning.
Boken publicerades först i USA av Dodd, Mead and Company den 10 mars 1935 under titeln Death in the Air och i Storbritannien av Collins Crime Club i juli samma år under Christies originaltitel.|

## Handling
Hercule Poirot reser tillbaka till England med middagsflyget från Le Bourget Airfield i Paris till Croydon Airport i London. Han är en av elva passagerare i planets bakre utrymme. De andra inkluderar mysterieförfattaren Daniel Clancy; De franska arkeologerna Armand Dupont och hans son Jean; tandläkare Norman Gale; Doktor Bryant; Franska penningutlånaren Madame Giselle; affärsmannen James Ryder; Cicely, grevinna av Horbury; adelskvinnan Venetia Kerr; och Jane Grey, en frisör. När planet är nära landning ses en geting flyga runt i det bakre utrymmet innan en steward upptäcker att Giselle är död. Poirot, som har sovit sig igenom större delen av flygningen, avfärdar tron på att hon dog av ett getingstick. I stället pekar han på en pil på golvet, som visar sig ha en förgiftad spets: Giselle blev stucken i nacken med den. Frågan kvarstår hur hon mördades utan att någon märkte det.
Polisen hittar ett litet blåsrör i sidan av Poirots säte. Irriterad över att bli identifierad som misstänkt lovar han att rentvå sitt namn och lösa fallet. När han ber om en lista över passagerarnas ägodelar noterar han något som fascinerar honom, men säger inte vad det är eller vilken passagerare det syftar på. Med hjälp av Jane i utredningen arbetar Poirot med chefskommissarie Japp i England och kommissarie Fournier i Frankrike. Ledtrådar dyker gradvis upp: offret hade två kaffeskedar med kopp och fat; blåsröret köptes i Paris av en amerikansk man; Lady Horbury är en av Giselles gäldenärer och hade blivit avskuren från sin mans pengar; Giselle använde utpressning för att se till att hennes gäldenärer inte missade sina återbetalningar; endast flygvärdinnorna och Clancy passerade offret på flyget; Lady Horburys hembiträde var med på flyget efter att ha bett om att få vara med i sista stund.
Poirot fortsätter sina undersökningar i både London och Paris. På en flygning till Paris genomför han ett experiment som visar att användningen av blåsröret, eller något liknande, skulle ha uppmärksammats av de andra passagerarna. Det visar sig senare att Giselle har en okänd dotter, Anne Morisot, som nu kommer att ärva hennes förmögenhet. Poirot träffar Anne och får veta att hon har en amerikansk eller kanadensisk man, som hon gifte sig med en månad tidigare. Poirot säger efteråt att han tycker sig ha sett Anne förut. När Jane säger att hon måste fila en nagel inser han att Anne var lady Horburys hembiträde Madeleine – han hade sett henne komma in i det bakre utrymmet under flygningen när lady Horbury kallade på henne för att hämta en toalettväska. Han instruerar genast Fournier att hitta Anne. Fransk polis upptäcker hennes kropp på båttåget till Boulogne, med en flaska bredvid. Hon verkar ha förgiftat sig själv.
Poirot gör sin upplösning av fallet i närvaro av Japp, Gale och Clancy. Giselles mördare var Norman Gale, som var ute efter hennes förmögenhet. Mordet var noga planerat: Gale hade tagit med sig sin tandläkarrock på flyget, som han bytte om till efter en tid för att utge sig för att vara en steward, eftersom han visste att ingen skulle bry sig om en sådan person. Under förevändning att han skulle leverera en sked till Giselle högg han henne med pilen, tog sedan av sig rocken och återvände till sin plats innan kroppen hittades. Mordet på Anne var en del av planen – Gale gifte sig med henne när han fick veta att hon var Giselles dotter, med avsikt att döda henne vid ett senare tillfälle i Kanada, efter att hon hade fått sin mors kvarlåtenskap, och efter att ha försäkrat sig om att han i sin tur skulle ärva pengarna från henne. Han var dock tvungen att döda henne tidigare än planerat eftersom hon gjorde anspråk på sitt arv samma dag som Poirot träffade henne.
Getingen som surrade runt i det bakre utrymmet släpptes ut ur en tändsticksask som Gale hade med sig; Både detta och hans rock hade väckt Poirots misstankar när han läste listan över passagerarnas ägodelar. Både getingen och blåsröret, som Gale placerade i kabinen, var avsedda att vilseleda. Gale förnekar Poirots teori, men efter att Poirot ljugit för honom om att polisen hittat hans fingeravtryck på flaskan som innehöll giftet, avslöjar han av misstag att han bar handskar vid mordet på Anne. Gale arresteras. Efteråt parar Poirot ihop Jane med Jean Dupont, som hade förälskat sig i henne under fallet.

## Litterär betydelse och mottagande
The Times Literary Supplement för den 4 juli 1935 sammanfattade på följande sätt: "Vem som helst av de andra nio passagerarna och de två stewarderna kunde misstänkas. Och alla var det, inklusive Clancy, deckarförfattaren, som författaren uppenbarligen tycker om att göra absurd. Det blir en mycket skarp läsare som inte får en fullständig överraskning i slutet."
The Times gav boken en andra recension i sitt nummer av den 2 juli 1935 där de beskrev handlingen som "genial" och kommenterade det faktum att Christie hade utvecklat en metod för att presentera ett brott i ett begränsat utrymme (med hänvisning till Mysteriet på Blå tåget och Mordet på Orientexpressen) som "hur ofta den än användes, förlorar aldrig sin originalitet."
Isaac Anderson inledde sin kolumn i The New York Times Book Review den 24 mars 1935:
Mord med förgiftad pil, som primitiva vildar blåser från blåspistoler, har för länge sedan upphört att vara en nyhet i detektivlitteraturen, och mord i ett flygplan har på sätt blivit nästan lika vanligt som mord bakom de låsta dörrarna till ett bibliotek, men kombinationen av förgiftad pil och flygplan är förmodligen unik. Inte för att sådana småsaker har den minsta betydelse för läsaren; huvudsaken är att detta är en Agatha Christie-historia, med Hercule Poirot, som enligt egen utsago är världens största detektiv. ... Det här är ett kriminalpussel av högsta kvalitet, och dessutom en väldigt underhållande historia.
I The Observers nummer den 30 juni 1935 inledde "Torquemada" (Edward Powys Mathers) sin recension: "Min beundran för mrs Christie är sådan att jag med varje ny bok av henne spänner varje mental nerv för att bevisa att hon till sist har misslyckats med att hypnotisera mig. När jag var klar med Döden bland molnen fann jag att hon hade lyckats ännu mer triumferande än vanligt." Han avslutade: "Jag hoppas att några läsare av detta förbryllande fall kommer att förutse åtminstone den falska upplösningen. Det gjorde jag inte ens. Agatha Christie har nyligen utvecklat ytterligare två knep: det ena är att, som med jonglören som hela tiden tappar saker, låta en ledtråd hänga kvar i flera kapitel, till synes obemärkt av hennes lilla detektiv men fångad av oss, och sedan stoppa tillbaka den igen som oviktig. En annan är att ge oss några, men långt ifrån alla, av hennes karaktärers dolda tankar. Vi läsare måste vara på vår vakt mot dessa nya fingertoppsfärdigheter. Vad Poirot beträffar, är det endast på honom och Kleopatra som en viss anmärkning om ålder och sedvänja är strikt tillämplig. Men skulle inte kommissarie Japp kunna få mogna en smula med åren, bortom idiotstadiet?"
En beundrare av Christie, Milward Kennedy från The Guardian, inledde sin recension den 30 juli 1935: "Mycket få författare uppnår den perfekta blandningen av pussel och underhållning som Agatha Christie gör." Han medgav att "Den flygande döden kanske inte rankas bland hennes största bedrifter, men det är långt över den genomsnittliga detektivhistorien." Han avslutade med att säga: "Mrs Christie tillhandahåller ett litet galleri med tumnagelskisser av trovärdiga karaktärer; Hon ger oss alla ledtrådar och berättar till och med var vi ska leta efter dem; Vi borde finna mördaren med hjälp av förnuftet, men det är inte troligt att vi kommer att lyckas annat än genom gissningar."
En recension i Daily Mirror den 20 juli 1935 drog slutsatsen: "Vi lämnar Poirot att ta reda på allt. Han är på det och i det, med sin vanliga briljans, till slutet."
Robert Barnard: "Exceptionellt livligt exemplar, med en bredare klass och ett större omfång av misstänkta än vanligt. Skrupulöst rättvist, där varje ledtråd presenteras öppet och diskuteras. Lägg märke till Clancy, deckarförfattaren, och den franska polisens överlägsenhet över den brittiska (inga tecken på ökaraktär här)."